# 4 × 100 meter stafett för herrar i friidrott vid olympiska sommarspelen 1976
4 x 100 meter stafett för herrar vid olympiska sommarspelen 1976 i Montréal avgjordes 30-31 juli. 

## Medaljörer
| Gren          | Guld                                                                 | Guld  | Silver                                                                              | Silver | Brons                                                                                  | Brons |
| 4 x 100 meter | USA · Harvey Glance · Johnny Jones · Millard Hampton · Steve Riddick | 38,33 | Östtyskland · Manfred Kokot · Jörg Pfeifer · Klaus-Dieter Kurrat · Alexander Thieme | 38,66  | Sovjetunionen · Aleksandr Aksinin · Nikolaj Kolesnikov · Juris Silovs · Valerij Borzov | 38,78 |

## Resultat

### Final
- Hölls den 31 juli  1976

| RANK | Nation        | Idrottare                                                                        | Tid   |
| ---- | ------------- | -------------------------------------------------------------------------------- | ----- |
|      | USA           | • Harvey Glance • Johnny Jones • Millard Hampton • Steve Riddick                 | 38,33 |
|      | Östtyskland   | • Manfred Kokot • Jörg Pfeifer • Klaus-Dieter Kurrat • Alexander Thieme          | 38,66 |
|      | Sovjetunionen | • Aleksandr Aksinin • Nikolaj Kolesnikoj • Juris Silovs • Valerij Borzov         | 38,78 |
| 4.   | Polen         | • Andrzej Swierczynski • Marian Woronin • Bogdan Grzejszczak • Zenon Licznerski  | 38,83 |
| 5.   | Kuba          | • Francisco Gomez • Alejandro Casanas • Hermes Ramirez • Silvio Leonard          | 39,01 |
| 6.   | Italien       | • Vincenzo Guerini • Luciano Caravani • Luigi Benedetti • Pietro Mennea          | 39,08 |
| 7.   | Frankrike     | • Jean-Claude Amoureux • Joseph Arame • Lucien Sainte-Rose • Dominique Chauvelot | 39,16 |
| 8.   | Kanada        | • Hugh Spooner • Marvin Nash • Albin Dukowski • Hugh Fraser                      | 39,47 |

### Semifinaler
- Hölls den 30 juli  1976

#### Heat 1
| RANK | Nation              | Idrottare                                                                       | Tid   |
| ---- | ------------------- | ------------------------------------------------------------------------------- | ----- |
| 1.   | USA                 | • Harvey Glance • Johnny Jones • Millard Hampton • Steve Riddick                | 38,51 |
| 2.   | Kuba                | • Francisco Gomez • Alejandro Casanas • Hermes Ramirez • Silvio Leonard         | 39.25 |
| 3.   | Östtyskland         | • Manfred Kokot • Jörg Pfeifer • Klaus-Dieter Kurrat • Alexander Thieme         | 39.43 |
| 4.   | Kanada              | • Hugh Spooner • Marvin Nash • Albin Dukowski • Hugh Fraser                     | 39.46 |
| 5.   | Bermuda             | • Michael Sharpe • Dennis Trott • Calvin Dill • Gregory Simons                  | 39.78 |
| 6.   | Trinidad och Tobago | • Anthony Husbands • Chris Brathwaite • Charles Joseph • Francis Adams          | 39.88 |
| 7.   | Elfenbenskusten     | • Kraarsene Konan • Degnan Kablan • Gastom Kouadio • Meite Amadou               | 40.64 |
| 8.   | Thailand            | • Anat Ratanapol • Suchart Jairsuraparp • Somsakdi Boontud • Sayan Paratanavong | 40.68 |

#### Heat 2
| RANK | Nation        | Idrottare                                                                            | Tid   |
| ---- | ------------- | ------------------------------------------------------------------------------------ | ----- |
| 1.   | Polen         | • Andrzej Swierczynski • Marian Woronin • Bogdan Grzejszczak • Zenon Licznerski      | 39,09 |
| 2.   | Frankrike     | • Jean-Claude Amoureux • Joseph Arame • Lucien Sainte-Rose • Dominique Chauvelot     | 39.33 |
| 3.   | Sovjetunionen | • Aleksandr Aksinin • Nikolaj Kolesnikov • Juris Silovs • Valerij Borzov             | 39.36 |
| 4.   | Italien       | • Vincenzo Guerini • Luciano Caravani • Luigi Benedetti • Pietro Mennea              | 39.39 |
| 5.   | Västtyskland  | • Klaus Ehl • Klaus-Dieter Bieler • Dieter Steinmann • Reinhard Borchert             | 39.58 |
| 6.   | Senegal       | • Christian Dorosario • Momar Ndao • Barka Sy • Adama Fall                           | 40.37 |
| 7.   | Bahamas       | • Danny Smith • Walter Callendah • Clive Sands • Leonard Jervis                      | 40.53 |
| —    | Spanien       | • Jose Luis Sanchez Paraiso • Luis Sarria • Francisco Garcia Lopez • Javier Martinez | DQ    |